# ماود واتسون
 ماود واتسون (انگلیسی: Maud Watson؛ زاده ۹ اکتبر ۱۸۶۴ درگذشته ۵ ژوئن ۱۹۴۶) یک تنیس‌باز اهل بریتانیا بود.